# Hypsibius fuhrmanni
Hypsibius fuhrmanni är en djurart som tillhör fylumet trögkrypare, och som först beskrevs av Heinis 1914.  Hypsibius fuhrmanni ingår i släktet Hypsibius och familjen Hypsibiidae. Inga underarter finns listade i Catalogue of Life.